# Мэнсон, Дженис
Дже́нис Мэ́нсон (англ. Janice Manson) — английская кёрлингистка.
В составе женской сборной Англии участница чемпионата мира 1993 и четырёх чемпионатов Европы. Четырёхкратная чемпионка Англии среди женщин.
Играла на позиции второго и четвёртого, несколько сезонов была скипом команды.

## Достижения
- Чемпионат Англии по кёрлингу среди женщин: золото (1992, 1993, 1995, 1996).[2]

## Команды
| Сезон   | Четвёртый     | Третий        | Второй        | Первый        | Запасной                                 | Турниры                      |
| ------- | ------------- | ------------- | ------------- | ------------- | ---------------------------------------- | ---------------------------- |
| 1991—92 | Сэлли Грэй    | Сара Джонстон | Дженис Мэнсон | Пэм Райт      | Элисон Боуман                            | ЧАЖ 1992                     |
| 1992—93 | Сэлли Грэй    | Сара Джонстон | Дженис Мэнсон | Элисон Боуман |                                          | ЧЕ 1992 (8 место)            |
| 1992—93 | Сэлли Грэй    | Сара Джонстон | Дженис Мэнсон | Памела Райт   | Элисон Боуман                            | ЧМ 1993 (9 место) · ЧАЖ 1993 |
| 1993—94 | Сэлли Грэй    | Сара Джонстон | Дженис Мэнсон | Элисон Боуман | Памела Райт                              | ЧЕ 1993 (7 место)            |
| 1994—95 | Дженис Мэнсон | Сара Джонстон | Пэм Райт      | Jane Johnston |                                          | ЧАЖ 1995                     |
| 1995—96 | Дженис Мэнсон | Сара Джонстон | Памела Райт   | Jane Johnston | Aileen Gemmell тренер: Christine Stewart | ЧЕ 1995 (9 место)            |
| 1995—96 | Дженис Мэнсон | Сара Джонстон | Пэм Райт      | Jane Johnston |                                          | ЧАЖ 1996                     |
| 1996—97 | Дженис Мэнсон | Сара Джонстон | Памела Райт   | Jane Johnston | Aileen Gemmell                           | ЧЕ 1996 (13 место)           |

(скипы выделены полужирным шрифтом)